# Trofeo Internacional Jong Maar Moedig
El Trofeo Internacional Jong Maar Moedig o Trofeo Jong Maar Moedig I.W.T. (oficialmente:Internationale Wielertrofee Jong Maar Moedig) es una carrera ciclista belga disputada entre Gooik y la provincia de Brabante Flamenco. 
Se creó en 1985 bajo el nombre del Gran Premio Jerry Blondel (oficialmente:Grand Prix Jerry Blondel), en 1987 fue llamada el Trofeo internacional ciclista Jerry Blondel (oficialmente:Trophée cycliste international Jerry Blondel), y en 1988 tomo su nombre actual.
Es parte del UCI Europe Tour desde 2005 en la categoría 1.2. Por lo tanto, está abierto a los equipos continentales belgas, equipos continentales, equipos nacionales y los equipos o clubes regionales. los equipos UCI ProTeam (primera división) no puede participar.
Está organizado por Wielerclub Jong maar Moedig de Oetingen.

## Palmarés

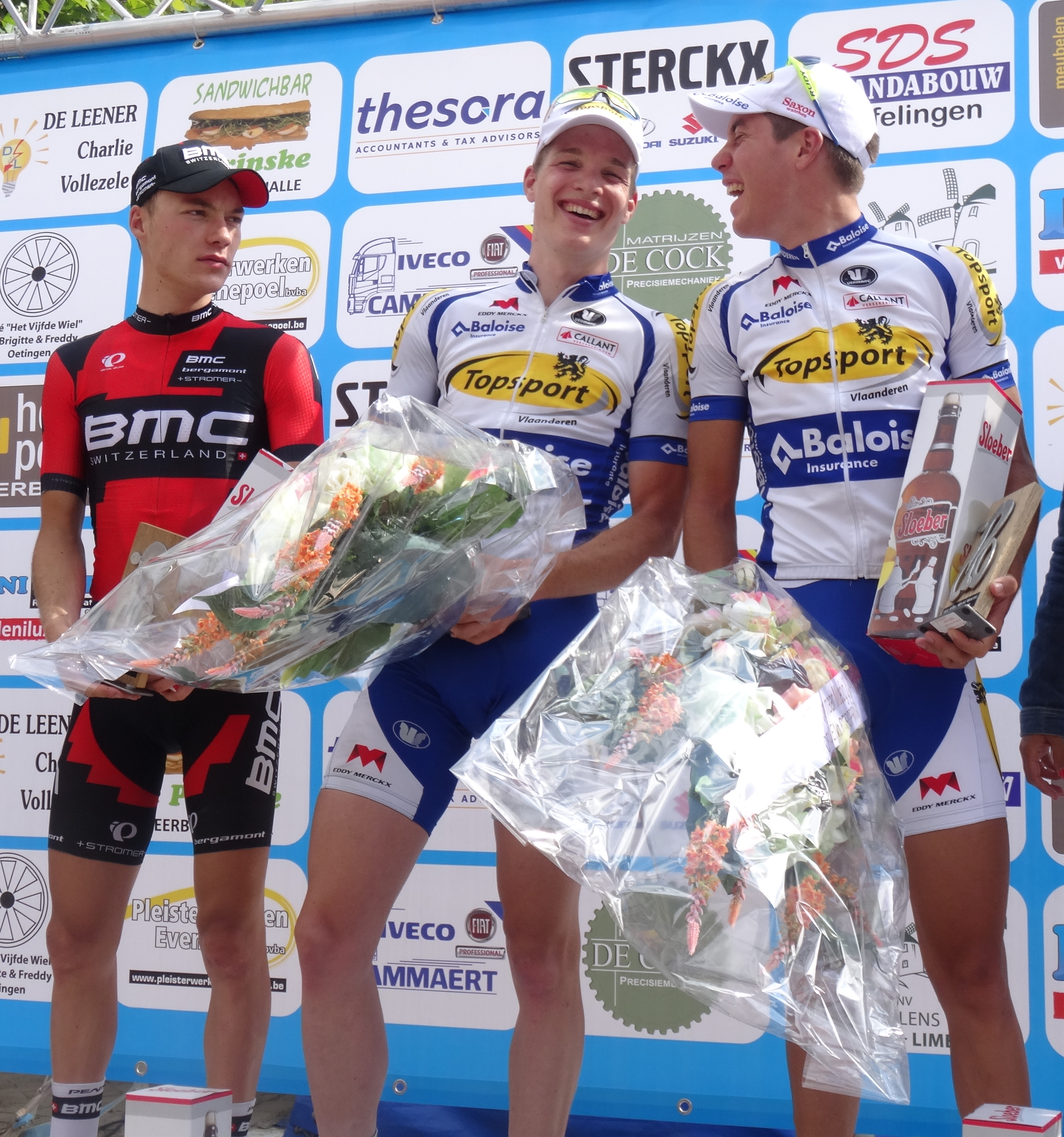
2014 : Loïc Vliegen (2), Gijs Van Hoecke (1) & Jelle Wallays (3).

En amarillo: edición amateur.
| Año                                         | Ganador                  | Segundo                     | Tercero                  |
| ------------------------------------------- | ------------------------ | --------------------------- | ------------------------ |
| Gran Premio Jerry Blondel                   |                          |                             |                          |
| 1985                                        | Greg Moens               | Luc Caluwaerts              | Jean-Marie De Nil        |
| 1986                                        | Rudi Van Der Haegen      | Frank Raskin                | Cor van Dijck            |
| Trofeo Internacional Ciclista Jerry Blondel |                          |                             |                          |
| 1987                                        | Peter De Clercq          | Marc Brock                  | Marcos Mazzaron          |
| Trofeo Internacional Jong Maar Moedig       |                          |                             |                          |
| 1988                                        | Marc Brock               | José Botteldoorn            | Chris Desaeger           |
| 1989                                        | Alain Van den Bossche    | Wanderley Magalhaes Azevedo | Rinus Ansems             |
| 1990                                        | Tom Desmet               | Jan Van Donink              | Peter Farazijn           |
| 1991                                        | Peter Van Petegem        | Chris Peers                 | Claude Rudelopt          |
| 1992                                        | Frank Corvers            | Michel Nottebart            | Geert Van Bondt          |
| 1993                                        | Sébastien Van Den Abeele | Edwin Rutten                | Carl Roes                |
| 1994                                        | Denis Francois           | Vadim Volar                 | Gerdy Goossens           |
| 1995                                        | Steve De Wolf            | Mario Aerts                 | Gert Vanderaerden        |
| 1996                                        | Frederic Moerman         | Kris Matthijs               | Steven De Neef           |
| 1997                                        | Danny In 't Ven          | Marc Patry                  | Michel Zanoli            |
| 1998                                        | Matthé Pronk             | Mathew Hayman               | Stefan Van Dijk          |
| 1999                                        | Stefan van Dijk          | Kirk O'Bee                  | Coen Boerman             |
| 2000                                        | Chris Newton             | Marc Vlijm                  | David Debremaeker        |
| 2001                                        | Tom Boonen               | Kevin Van Impe              | Frédéric Amorison        |
| 2002                                        | Michael Blanchy          | Danny In 't Ven             | Julien Smink             |
| 2003                                        | Hans De Meester          | David Boucher               | Christophe Beddegenoodts |
| 2004                                        | Daniel Verelst           | Hans De Meester             | Zakaria El Darabna       |
| 2005                                        | Gert Vanderaerden        | Glen Alan Chadwick          | Sven Vanthourenhout      |
| 2006                                        | Greg Van Avermaet        | Bert De Waele               | Stijn Vandenbergh        |
| 2007                                        | Sven Nys                 | Frank Dressler-Lehnhof      | Stijn Neirynck           |
| 2008                                        | Stijn Neirynck           | Maarten Neyens              | Maarten De Jonge         |
| 2009                                        | Thomas De Gendt          | Thomas Berkhout             | Tom Criel                |
| 2010                                        | Sven Jodts               | Koen Barbé                  | Reno De Keulenaer        |
| 2011                                        | Bert Scheirlinckx        | Bert De Waele               | Floris Goesinnen         |
| 2012                                        | Tim Declercq             | Kjell Van Driessche         | Davy Commeyne            |
| 2013                                        | Tim Declercq             | Kenneth Vanbilsen           | Dylan van Baarle         |
| 2014                                        | Gijs Van Hoecke          | Loïc Vliegen                | Jelle Wallays            |
| 2015                                        | Dimitri Claeys           | Floris Gerts                | Tim De Troyer            |
| 2016                                        | Jérôme Baugnies          | Dimitri Claeys              | Grégory Habeaux          |
| 2017                                        | Toon Aerts               | Joeri Stallaert             | Corné van Kessel         |
| 2018                                        | Jérôme Baugnies          | Olivier Pardini             | Quinten Hermans          |
| 2019                                        | Julien Van den Brande    | Kenneth Van Rooy            | Thimo Willems            |

## Palmarés por países
| País         | Victorias |
| ------------ | --------- |
| Bélgica      | 32        |
| Países Bajos | 2         |
| Reino Unido  | 1         |